# 金彥龍
金彥龍，京劇鼓師，師承田麟華、呂永輝、楊軍、楊曉輝（中國江蘇）、蘇煥學（中國北京）等先生。是台灣國立國光劇團鼓師。
主要司鼓作品有新編古裝京劇《閻羅夢》（首演版、2008年版）、《牛郎織女天狼星》、《三個人兒兩盞燈》、《新繡襦記》（俞大綱編劇）、《王有道休妻》（小劇場實驗京劇）、《王熙鳳大鬧寧國府》（王海玲特別客串）；現代京劇（京劇現代戲）《廖添丁》、《金鎖記》（張愛玲小說原著）；交響京劇（配大型西方管弦樂團伴奏）《快雪時晴》（李超設計唱腔，鍾耀光編曲配器，簡文彬指揮國家交響樂團 (台灣)）等。